# Cubocephalus callicerus
Cubocephalus callicerus là một loài tò vò trong họ Ichneumonidae.